# Region Südweststeiermark (Diözese Graz-Seckau)
Die Region Südweststeiermark ist eine von acht Regionen der Diözese Graz-Seckau. 2021 wurden die Dekanate aufgelöst und die Pfarren den neu entstandenen Seelsorgeräumen und Regionen zugeteilt.

## Seelsorgeraum Leibnitzer Feld
| Pfarre/Seelsorgeeinheit                               | Patrozinium               | Kirchengebäude                                                        | Bild                        |
| ----------------------------------------------------- | ------------------------- | --------------------------------------------------------------------- | --------------------------- |
| Krankenhausseelsorge LKH Südsteiermark Standort Wagna |                           |                                                                       |                             |
| Lang                                                  | Hl. Matthäus              | Pfarrkirche Lang                                                      | Pfarrkirche Lang            |
| Leibnitz                                              | Hl. Jakobus der Ältere    | Stadtpfarrkirche Leibnitz Wallfahrtskirche am Frauenberg bei Leibnitz | Pfarrkirche Leibnitz        |
| Sankt Georgen an der Stiefing                         | Hl. Georg                 | Pfarrkirche St. Georgen an der Stiefing                               | Pfarrkirche Stiefing        |
| Sankt Margarethen bei Lebring                         | Hl. Margareta             | Pfarrkirche St. Margarethen bei Lebring                               | Pfarrkirche St. Margarethen |
| Wagna                                                 | Auferstehung Jesu Christi | Pfarrkirche Wagna                                                     | Pfarrkirche Wagna           |
| Wildon                                                | Hl. Magdalena             | Pfarrkirche Wildon                                                    | Pfarrkirche Wildon          |

## Seelsorgeraum Mittleres Laßnitz–Sulmtal
| Pfarre                   | Patrozinium         | Kirchengebäude | Bild                         |
| ------------------------ | ------------------- | --- | ---------------------------- |
| Gleinstätten             | Hl. Michael         | Pfarrkirche Gleinstätten Kirche St. Georgen Lukowitsch, Kapelle Maria vom guten Rate in Neubaumgarten in Sausal, Kapelle St. Johann und Paul in Distelhof, Kapelle Unbefleckte Empfängnis in Graschach | Pfarrkirche Gleinstätten     |
| Groß St. Florian         | Hl. Florian         | Pfarrkirche Groß St. Florian Kapelle Maria von der immerwährenden Hilfe in Mettersdorf, Kapelle Gegeißelter Heiland in Michlgleinz, Kapelle Herz Jesu in Lasselsdorf, Kapelle Maria Schutz in Sulzhof, Kapelle Gegeißelter Heiland in Krottendorfgleinz, Kapelle Maria Königin des Friedens in Lebing, Kapelle Maria Fatima in Unterbergla, Kapelle Maria Hilf in Holzbaueregg, Kapelle Gekreuzigter Heiland in Tanzelsdorf, Kapelle Unbefleckte Empfängnis in Vochera, Kapelle hl. Kreuz in Hasreith | Pfarrkirche Groß St. Florian |
| Hengsberg                | Hl. Laurentius      | Pfarrkirche Hengsberg | Pfarrkirche Hengsberg        |
| Preding                  | Maria in den Dornen | Pfarrkirche Preding Kapelle Maria Lourdes in Pöls, Maria vom Siege in Wieselsdorf | Pfarrkirche Preding          |
| St. Andrä im Sausal      | Hl. Andreas         | Pfarrkirche St. Andrä im Sausal Kapelle St. Markus in Neudorf im Sausal | Pfarrkirche St. Andrä        |
| Sankt Martin im Sulmtale | Hl. Martin          | Pfarrkirche Sankt Martin im Sulmtal | Pfarrkirche St. Martin       |
| Wettmannstätten          | Hl. Valentin        | Pfarrkirche Wettmannstätten | Pfarrkirche Wettmannstätten  |

## Seelsorgeraum Rebenland
| Pfarre                     | Patrozinium                        | Kirchengebäude                      | Bild                              |
| -------------------------- | ---------------------------------- | ----------------------------------- | --------------------------------- |
| Arnfels                    | Mariä Geburt                       | Pfarrkirche Arnfels                 | Pfarrkirche Arnfels               |
| Heimschuh                  | Hl. Sigismund                      | Pfarrkirche Heimschuh               | Pfarrkirche Heimschuh             |
| Kitzeck                    | Schmerzhafte Muttergottes          | Pfarrkirche Kitzeck im Sausal       | Pfarrkirche Kitzeck               |
| Klein                      | Hl. Georg                          | Pfarrkirche Großklein               | Pfarrkirche Großklein             |
| Leutschach                 | Hl. Nikolaus                       | Pfarrkirche Leutschach              | Pfarrkirche Leutschach            |
| Oberhaag                   | Maria von der immerwährenden Hilfe | Pfarrkirche Oberhaag                | Pfarrkirche Oberhaag              |
| Sankt Johann im Saggautale | Hl. Johannes der Täufer            | Pfarrkirche St. Johann im Saggautal | Pfarrkirche St. Johann            |
| Sankt Nikolai im Sausal    | Hl. Nikolaus                       | Pfarrkirche St. Nikolai im Sausal   | Pfarrkirche St. Nikolai im Sausal |

## Seelsorgeraum Schilcherland
| Pfarre                                                            | Patrozinium                | Kirchengebäude | Bild                               |
| ----------------------------------------------------------------- | -------------------------- | --- | ---------------------------------- |
| Krankenhausseelsorge LKH Weststeiermark Standort Deutschlandsberg |                            | |                                    |
| Bad Gams                                                          | Hl. Bartholomäus           | Pfarrkirche Bad Gams | Pfarrkirche Bad Gams               |
| Deutschlandsberg                                                  | Allerheiligen              | Pfarrkirche Deutschlandsberg Kirche St. Ulrich am Ulrichsberg, Schlosskapelle St. Josef im Schloss Frauental, Kapelle im Landeskrankenhaus | Pfarrkirche Deutschlandsberg       |
| Frauental an der Laßnitz                                          | Mutterschaft Mariens       | Pfarrkirche Mutterschaft Mariens (Frauental an der Laßnitz) Kapelle Gekreuzigter Heiland in Frauental, Kapelle Mariahilf in Schamberg      | Pfarrkirche Frauental              |
| Glashütten                                                        | Mariä Namen                | Pfarrkirche Glashütten | Pfarrkirche Glashütten             |
| Maria Osterwitz                                                   | Schmerzhafte Mutter Gottes | Pfarrkirche Maria Osterwitz | Pfarrkirche Maria Osterwitz        |
| Sankt Jakob in Freiland                                           | Hl. Jakobus der Ältere     | Pfarrkirche Freiland bei Deutschlandsberg                                                                                                  | Pfarrkirche Freiland               |
| Sankt Josef/Weststeiermark                                        | Hl. Josef                  | Pfarrkirche Sankt Josef (Weststeiermark)                                                                                                   | Pfarrkirche Sankt Josef            |
| Sankt Oswald in Freiland                                          | Hl. Oswald                 | Pfarrkirche St. Oswald in Freiland | Pfarrkirche St. Oswald in Freiland |
| Sankt Stefan ob Stainz                                            | Hl. Stefan                 | Pfarrkirche Sankt Stefan ob Stainz | Pfarrkirche Sankt Stefan           |
| Stainz                                                            | Hl. Katharina              | Pfarrkirche Stainz | Stiftskirche Stainz                |
| Trahütten                                                         | Hl. Nikolaus               | Pfarrkirche Trahütten | Pfarrkirche Trahütten              |

## Seelsorgeraum Sulm-Saggautal
| Pfarre                      | Patrozinium                         | Kirchengebäude | Bild                                |
| --------------------------- | ----------------------------------- | --- | ----------------------------------- |
| Eibiswald                   | Maria in den Dornen                 | Pfarrkirche Eibiswald Filialkirche hl. Kreuz in Eibiswald, Filialkirche hl. Antonius der Einsiedler in Bachholz, Kapelle Herz Jesu im Schloss Eibiswald, Kapelle hl. Maria im Altenheim der Persutti-Stiftung, Kapelle St. Anton von Padua in Buchenberg, Kapelle hl. Maria in Pitschgau | Pfarrkirche Eibiswald               |
| Hollenegg                   | Hl. Ägidius                         | Pfarrkirche Hollenegg Patrizikirche Hollenegg, Wolfgangikirche Hollenegg | Pfarrkirche Hollenegg               |
| Pölfing-Brunn               | Maria Königin                       | Pfarrkirche Pölfing-Brunn | Pfarrkirche Pölfing-Brunn           |
| Schwanberg                  | Hl. Johannes der Täufer             | Pfarrkirche Schwanberg Kapelle Mariä Verkündigung im Schloss Schwanberg, Josefikirche Schwanberg, Klosterkirche Schwanberg als ehemalige Kapuzinerkirche hl. Schutzengel | Pfarrkirche Schwanberg              |
| Soboth                      | Hl. Jakobus der Ältere              | Pfarrkirche Soboth Filialkirche St. Leonhard in Zambichl, Kapelle in Laaken | Pfarrkirche Soboth                  |
| Sankt Anna ob Schwanberg    | Hl. Anna                            | Pfarrkirche St. Anna ob Schwanberg | Pfarrkirche St. Anna                |
| Sankt Lorenzen ob Eibiswald | Hl. Laurentius                      | Pfarrkirche Sankt Lorenzen ob Eibiswald | Pfarrkirche Sankt Lorenzen          |
| Sankt Oswald ob Eibiswald   | Hl. Oswald                          | Pfarrkirche Sankt Oswald ob Eibiswald | Pfarrkirche St. Oswald ob Eibiswald |
| Sankt Peter im Sulmtale     | Hl. Petrus                          | Pfarrkirche St. Peter im Sulmtal | Pfarrkirche St. Peter               |
| Sankt Ulrich in Greith      | Hl. Ulrich                          | Pfarrkirche St. Ulrich in Greith | Pfarrkirche St. Ulrich              |
| Wiel                        | Hl. Katharina                       | Pfarrkirche Wiel | Pfarrkirche Wiel                    |
| Wies                        | Gegeißelter Heiland, Herz-Jesu-Fest | Pfarrkirche Wies | Pfarrkirche Wies                    |

## Seelsorgeraum Südsteirisches Weinland
| Pfarre                    | Patrozinium               | Kirchengebäude                                                                            | Bild                                |
| ------------------------- | ------------------------- | ----------------------------------------------------------------------------------------- | ----------------------------------- |
| Ehrenhausen               | Schmerzhafte Muttergottes | Pfarr- und Wallfahrtskirche Ehrenhausen                                                   | Wallfahrtskirche Ehrenhausen        |
| Gabersdorf                | Hl. Leonhard              | Pfarrkirche Gabersdorf                                                                    | Pfarrkirche Gabersdorf              |
| Gamlitz                   | Hll. Petrus und Paulus    | Pfarrkirche Gamlitz                                                                       | Pfarrkirche Gamlitz                 |
| Spielfeld                 | Hl. Michael               | Pfarrkirche Spielfeld                                                                     | Pfarrkirche Spielfeld               |
| Sankt Nikolai ob Draßling | Hl. Nikolaus              | Pfarrkirche St. Nikolai ob Draßling                                                       | Pfarrkirche St. Nikolai ob Draßling |
| Sankt Veit am Vogau       | Hl. Veit                  | Pfarrkirche St. Veit am Vogau Schlosskapelle hl. Katharina im Schloss Weinburg am Saßbach | Pfarrkirche St. Veit                |
| Straß in Steiermark       | Mariä Verkündigung        | Pfarrkirche Straß in Steiermark                                                           | Pfarrkirche Straß                   |